# Wilhelm von Salisch
Wilhelm von Salisch (* 5. November 1913 in Chorinchen, Kreis Barnim; † 18. März 1945 in Balga, Ostpreußen) war ein deutscher Oberst des Heeres der Wehrmacht im Zweiten Weltkrieg.

## Leben
Beförderungen
- 1935 Fahnenjunker
- 1936 Fähnrich
- 1937 Oberfähnrich
- 1. Januar 1938 Leutnant
- 1. Juni 1940 Oberleutnant
- 1. Oktober 1942 Hauptmann
- 1. April 1943 Major
- 27. Juli 1944 Oberstleutnant
- 1. Februar 1945 Oberst

Wie Friedrich Ferdinand zu Schleswig-Holstein-Sonderburg-Glücksburg immatrikulierte sich Wilhelm von Salisch an der Georg-August-Universität für Rechtswissenschaft, um Corpsstudent zu werden. Von Michaelis 1933 bis Ostern 1935 war er im Corps Saxonia Göttingen aktiv. Er trat am 1. Oktober 1935 in das Infanterie-Regiment 9 der Wehrmacht ein, kam Ende 1936 zum Infanterie-Regiment 49 und avancierte bis Anfang Januar 1938 zum Leutnant.
Als Zugführer der 11. Kompanie nahm Salisch mit dem Beginn des Zweiten Weltkriegs zunächst am Überfall auf Polen und 1940 am Westfeldzug teil. Als Oberleutnant wurde er im Dezember 1940 Kompaniechef der 10. Kompanie im Infanterie-Regiment 232. Ab Juni 1941 kämpfte er im Deutsch-Sowjetischen Krieg. Er kam im Herbst 1942 als Chef der 7. Kompanie zum Jäger-Regiment 49. Als Kommandeur des III. Bataillons wurde er für seine Leistungen in der Zweiten Ladoga-Schlacht am 20. April 1943 mit dem Ritterkreuz des Eisernen Kreuzes ausgezeichnet, nachdem er bereits am 26. Dezember 1941 das Deutsche Kreuz in Gold erhalten hatte. Als Major führte er im Juli 1943 vertretungsweise das Jäger-Regiment 49. Im September 1943 wurde er Kommandeur des Ski-Bataillons in der 1. Ski-Jägerbrigade. Anfang 1944 übernahm er die Führung des Ski-Jäger-Regiments 2 und im Mai 1944 des Jäger-Regiments 49. In dieser Eigenschaft wurde ihm am 27. Juli 1944 das Eichenlaub zum Ritterkreuz des Eisernen Kreuzes (533. Verleihung) verliehen. Ergänzend zum Wehrmachtbericht vom 22. September 1944 wurde gemeldet, dass sich „am unteren Narew das Jägerregiment 49 unter der Führung von Oberstleutnant von Salisch, und die Sturmgeschützbriagde 259 unter Führung von Major Tolckmitt hervorragend geschlagen haben“.
Salisch verstarb am 18. März 1945 im Feldlazarett auf Burg Balga an seinen Verwundungen, die er sich am Tag zuvor bei Gut Warnikam zugezogen hatte. Beerdigt wurde er auf dem Friedhof der Kommende Balga.